# Vila Fonche
Presidente da Junta
Vila Fonche é uma povoação portuguesa do Município de Arcos de Valdevez que foi sede da extinta Freguesia de Vila Fonche, freguesia que tinha 2,67 km² de área e 1 118 habitantes (2011), e, por isso, uma densidade populacional de 418,7 hab/km².
A Freguesia de Vila Fonche foi extinta em 2013, no âmbito de uma reforma administrativa nacional, tendo sido agregada às freguesias de Salvador e Parada, para formar uma nova freguesia denominada União das Freguesias de Arcos de Valdevez (Salvador), Vila Fonche e Parada, com sede em Salvador.

## População
| População da freguesia de Vila Fonche | População da freguesia de Vila Fonche | População da freguesia de Vila Fonche | População da freguesia de Vila Fonche | População da freguesia de Vila Fonche | População da freguesia de Vila Fonche | População da freguesia de Vila Fonche | População da freguesia de Vila Fonche | População da freguesia de Vila Fonche | População da freguesia de Vila Fonche | População da freguesia de Vila Fonche | População da freguesia de Vila Fonche | População da freguesia de Vila Fonche | População da freguesia de Vila Fonche | População da freguesia de Vila Fonche |
| ------------------------------------- | ------------------------------------- | ------------------------------------- | ------------------------------------- | ------------------------------------- | ------------------------------------- | ------------------------------------- | ------------------------------------- | ------------------------------------- | ------------------------------------- | ------------------------------------- | ------------------------------------- | ------------------------------------- | ------------------------------------- | ------------------------------------- |
| 1864                                  | 1878                                  | 1890                                  | 1900                                  | 1911                                  | 1920                                  | 1930                                  | 1940                                  | 1950                                  | 1960                                  | 1970                                  | 1981                                  | 1991                                  | 2001                                  | 2011                                  |
| 350                                   | 361                                   | 357                                   | 382                                   | 444                                   | 397                                   | 445                                   | 565                                   | 571                                   | 583                                   | 635                                   | 421                                   | 481                                   | 770                                   | 1118                                  |

| Ano  | 0-14 Anos | 15-24 Anos | 25-64 Anos | > 65 Anos |
| 2001 | 164       | 106        | 384        | 116       |
| 2011 | 202       | 139        | 597        | 180       |